# Philodromus xinjiangensis
Philodromus xinjiangensis is een spinnensoort in de taxonomische indeling van de renspinnen (Philodromidae).
Het dier behoort tot het geslacht Philodromus. De wetenschappelijke naam van de soort werd voor het eerst geldig gepubliceerd in 1987 door Guo Tang & Da-xiang Song.